# Zetor
ZETOR (oficiálně od 1. ledna 2007 ZETOR TRACTORS a. s.) je značka traktorů, ochranná známka a jejich tradiční český výrobce sídlící v Brně v České republice. Vlastníkem firmy je od roku 2002 slovenská společnost HTC Investments a. s. 
Ve vlastním výrobním a vývojovém centru v Brně-Líšni probíhají práce na rozšíření modelových řad s vyššími výkony a probíhá zde také inovace a modernizace stávajících produktů. ZETOR TRACTORS a.s. dále vyrábí[zdroj?] a prodává převodovky, traktorové komponenty a motory. V současnosti má ZETOR ve svém portfoliu 7 modelových řad s výkonem od 15 do 171 koní.
ZETOR vznikl po 2. světové válce jako součást Zbrojovky Brno. Název ZETOR, pozdější značku, jíž tehdy státní podnik začal označovat svoje traktory, vytvořil člen ekonomického oddělení Rostislav Sapák na jaře roku 1946, vznikl velice jednoduše – spojením přepisu výslovnosti písmene „Z“ (z názvu Zbrojovky) Zet a posledních dvou písmen ze slova traktor -or.
V zahraničí je Zetor zastoupen šesti dceřinými společnostmi (afilacemi) v Severní Americe, ve Velké Británii, Francii, Německu, Polsku a Indii. V roce 2017 směřovalo na zahraniční trhy 85 % celkové produkce ZETOR TRACTORS, a. s. Kromě tradičních trhů, jako je Polsko, Česká republika, Slovensko nebo Německo, patřila mezi nejvýznamnější odbytiště traktorů značky ZETOR Velká Británie, Francie, Irsko či Litva.
Zetor je první výrobce na světě, který u traktorů vyvinul a zavedl výrobu bezpečnostní kabiny. Za 76 let své existence ZETOR vyrobil více než 1,3 mil. traktorů do 136 zemí světa.

## Historie
V průmyslovém areálu v Zábrdovicích se dříve montovaly parní turbíny v licenci britské firmy Parsons, roku 1936 areál koupila Zbrojovka Brno, vyrábějící zbraně. V meziválečném období zbrojovka produkovala také osobní automobily „Z“ s dvoudobými motory. Během války byla přejmenována na Reichswerke Hermann Göring AG, Brno. Tovární haly Zbrojovky byly ke konci války poškozené asi z poloviny. Zbrojovka Brno koncem roku 1945 vyráběla kromě zbraní také např. automatické váhy, psací stroje, převodovky pro traktory a motory pro motocykly či automobily. Od léta 1945 začali konstruktéři pod vedením ing. Františka Musila pracovat na vývoji zemědělských traktorů.

### První traktory

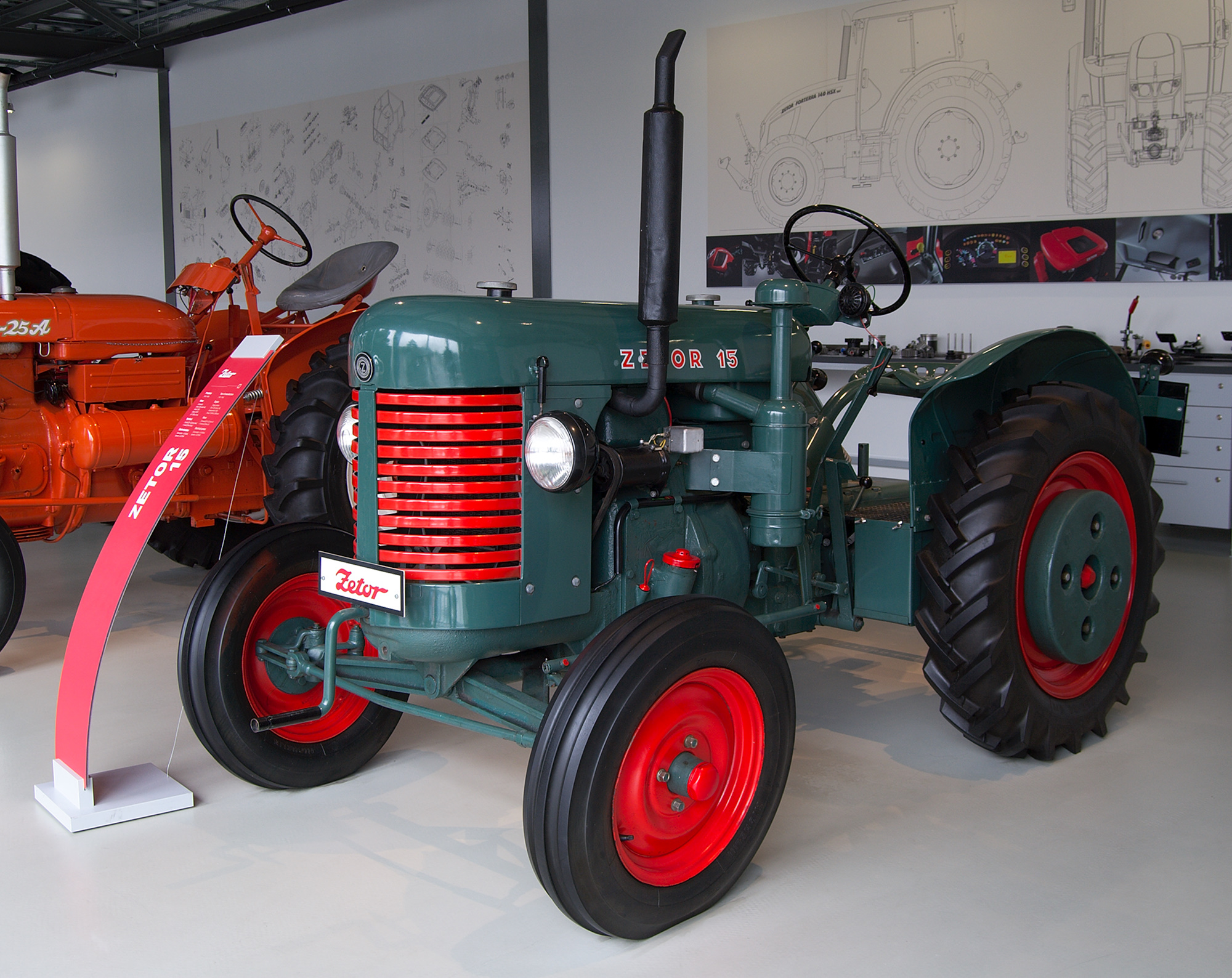
Zetor 15 (1946) v Zetor Gallery

První prototyp traktoru dokončila továrna 14. listopadu 1945. První tři vyrobené traktory byly zákazníkům slavnostně předány 15. března 1946. O pět měsíců později vydala Obchodní a živnostenská komora Republiky československé ochrannou známku pro značku Zetor. Sériová výroba traktorů (tehdy model „Zetor Z-25“) pak byla zahájena 17. srpna 1946. Do roku 1947 jich bylo vyrobeno asi 3400. V roce 1948 byl k výrobě schválen Zetor 15, který se vyráběl do roku 1949. Zetory 25A a 25K se vyráběly do roku 1961 a bylo jich vyrobeno 158 570 kusů, z nichž jich bylo 97 000 určeno na export. V průběhu roku 1949 byl představen prototyp Zetor 30, kterému byla v Praze na výstavě udělena zlatá medaile, ale sériové výroby se nedočkal, protože bylo třeba vyvinout silnější stroj, a tak se později stal základem pro Zetor 35 který měl čtyřválcový motor o výkonu 42 koní a byl vyráběn od roku 1955 až do roku 1960 a v modernizovaném provedení jako Zetor 50 až do roku 1968.

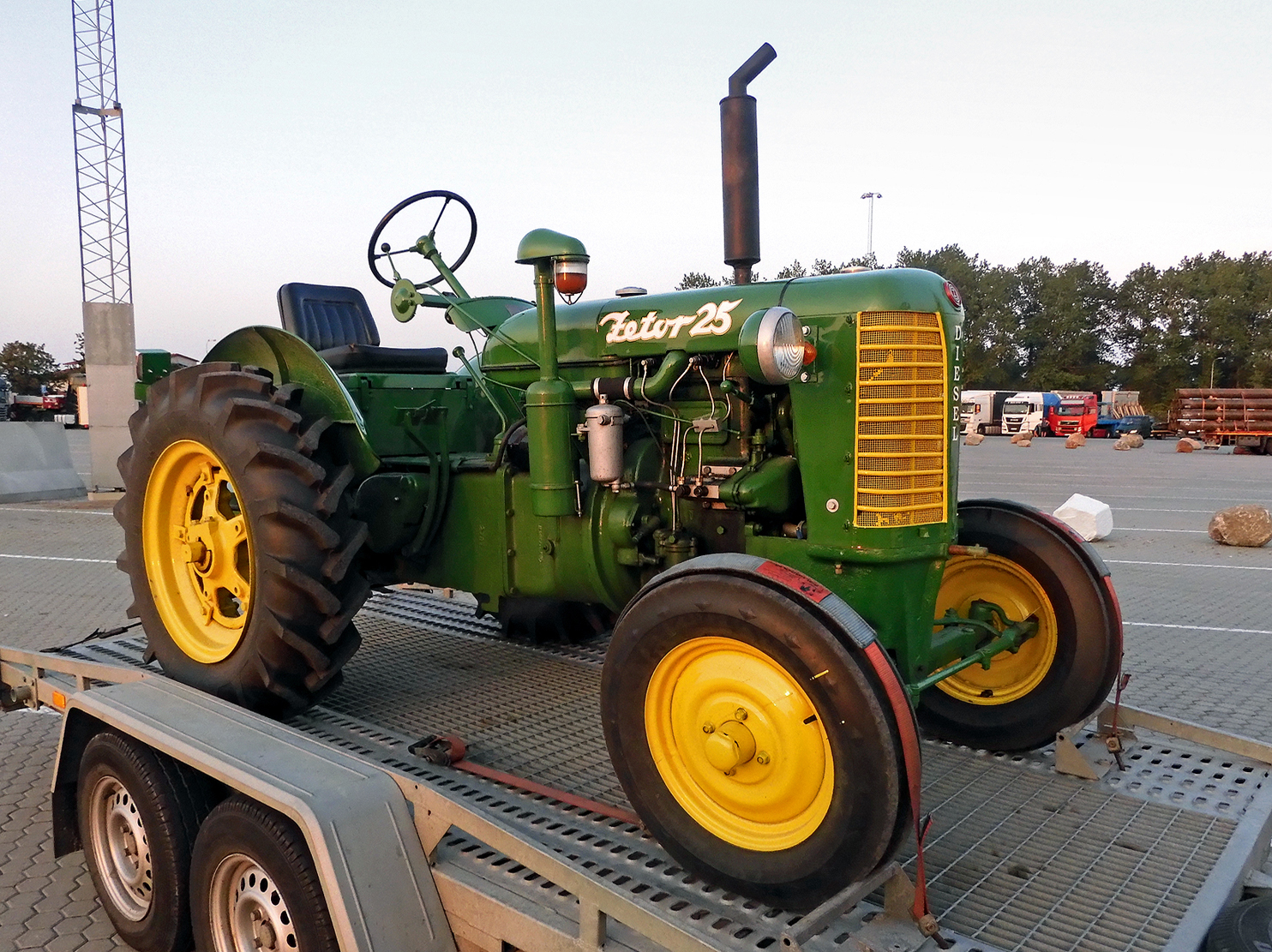
Repasovaný Zetor 25 v Ystad 2022
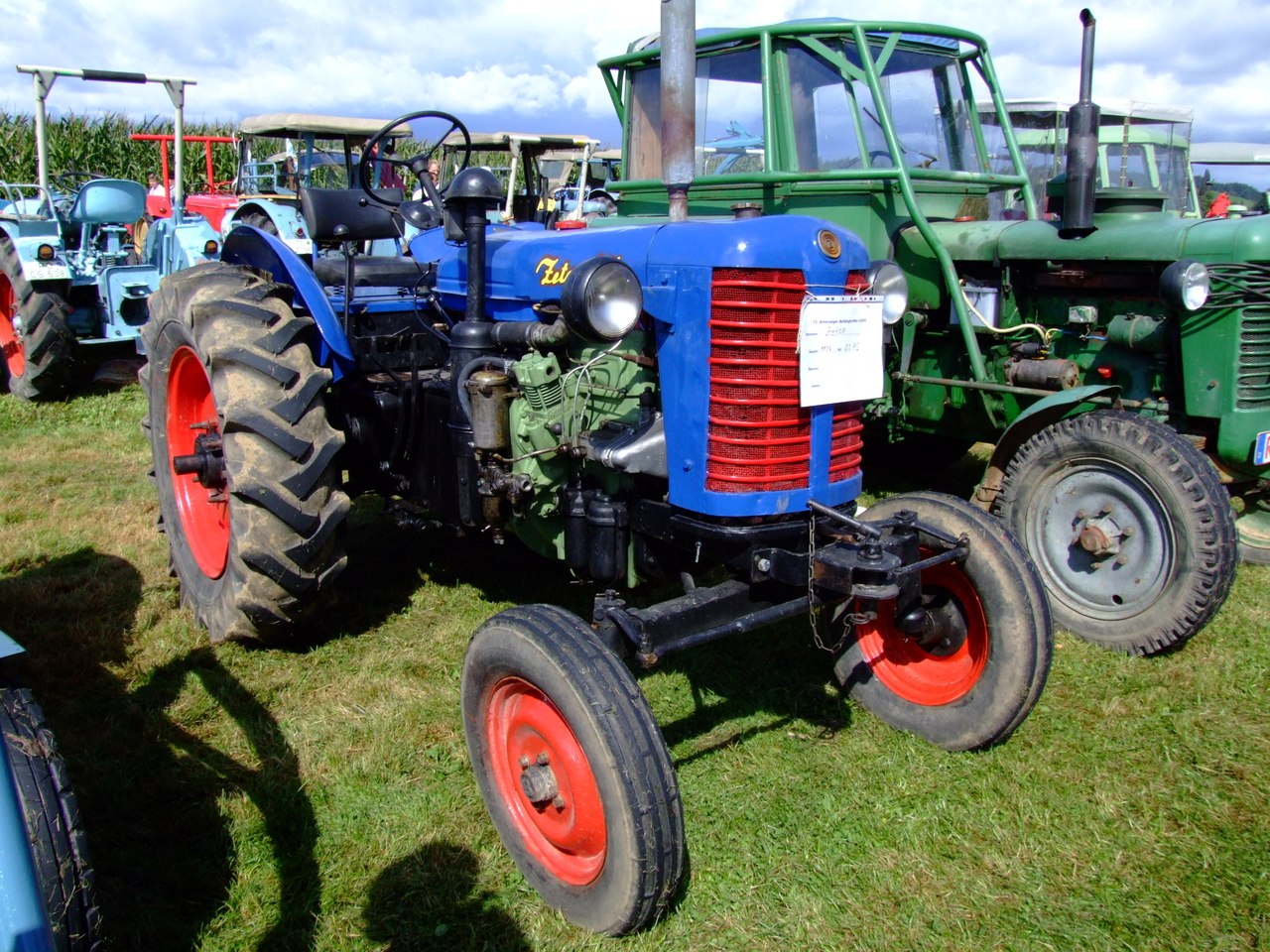
Zetor 25 (1954)
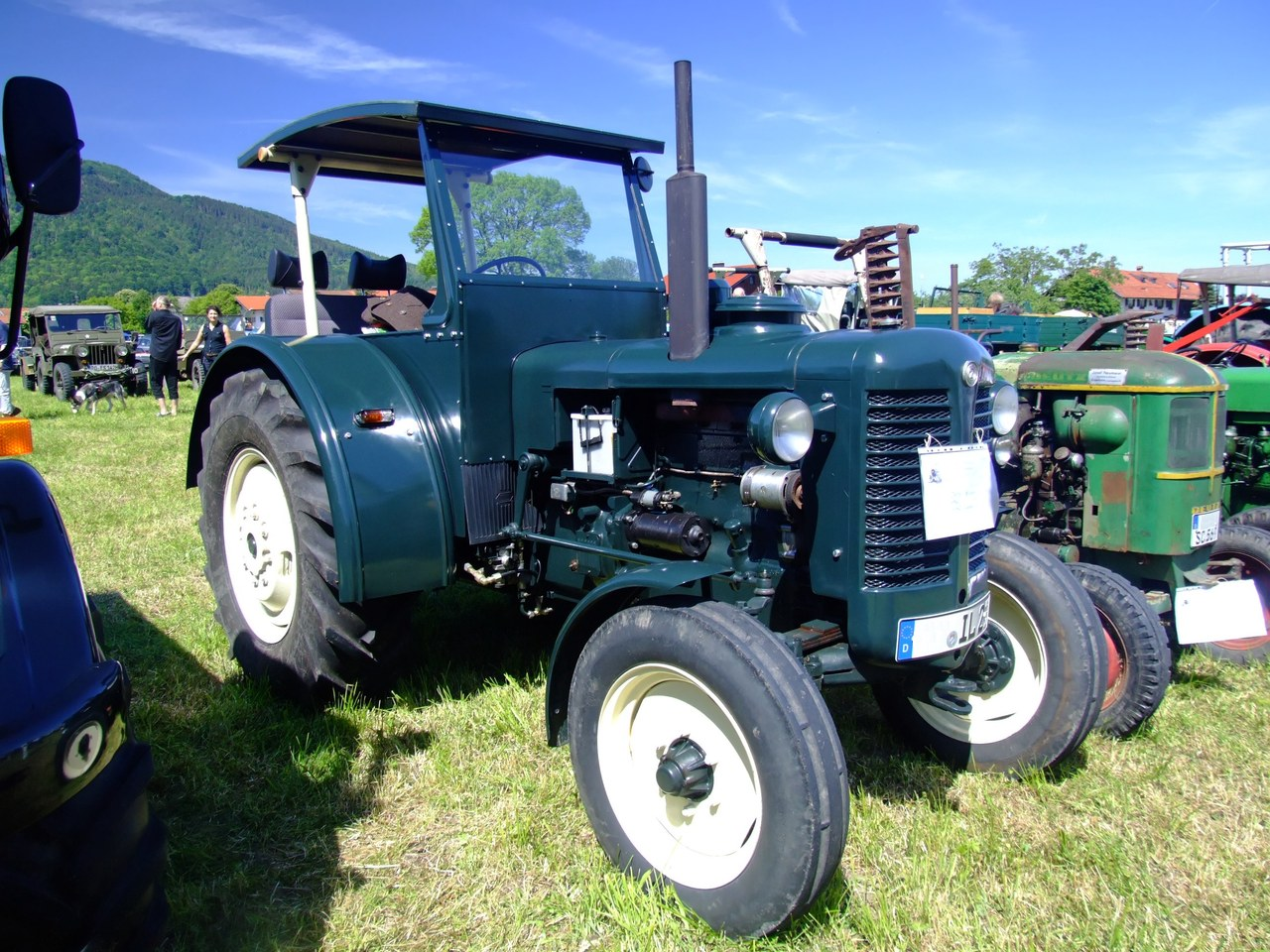
Zetor 50 Super (1963)
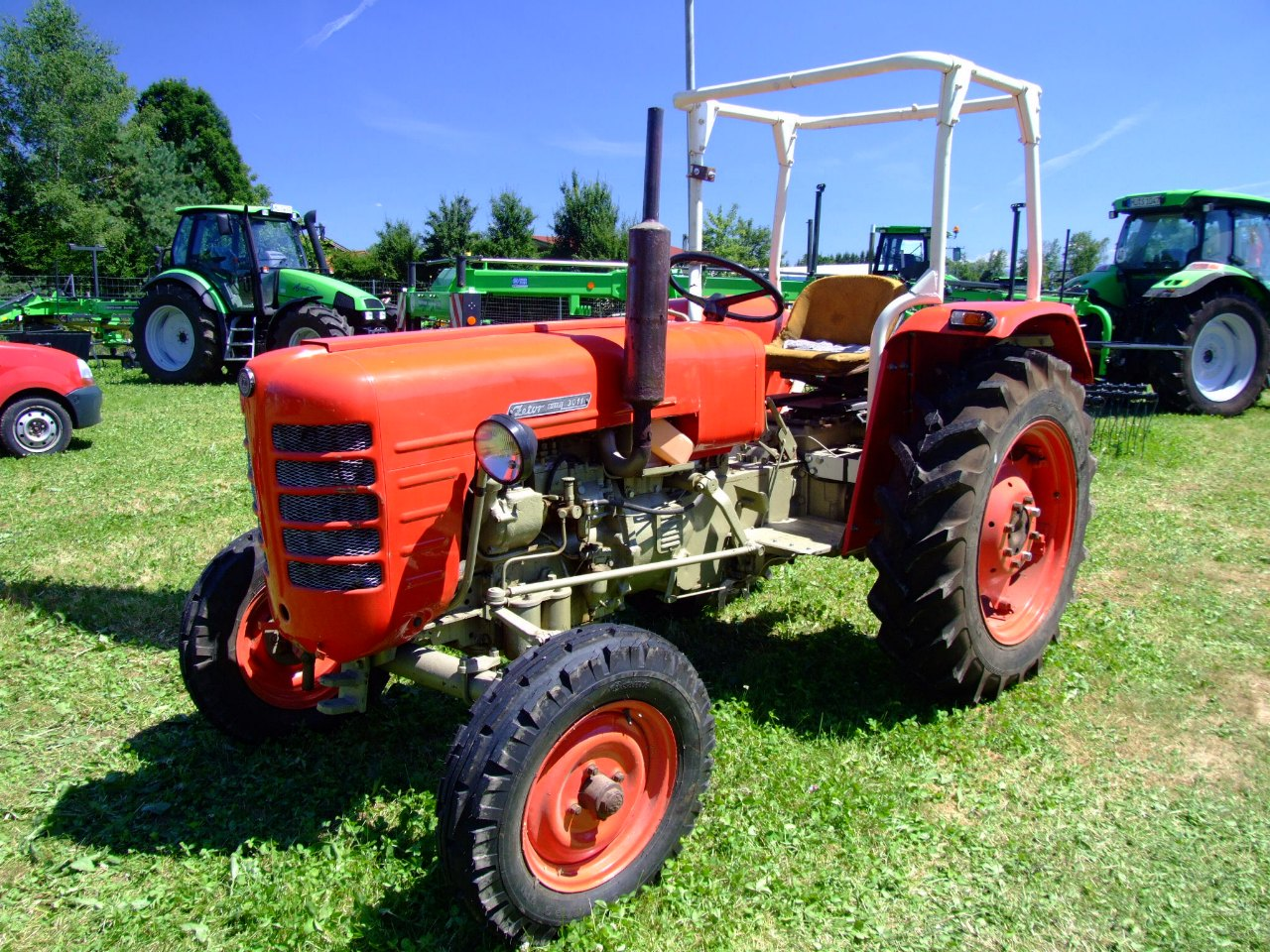
Zetor Diesel 3011 (1964)

### Unifikovaná řada UŘ I.

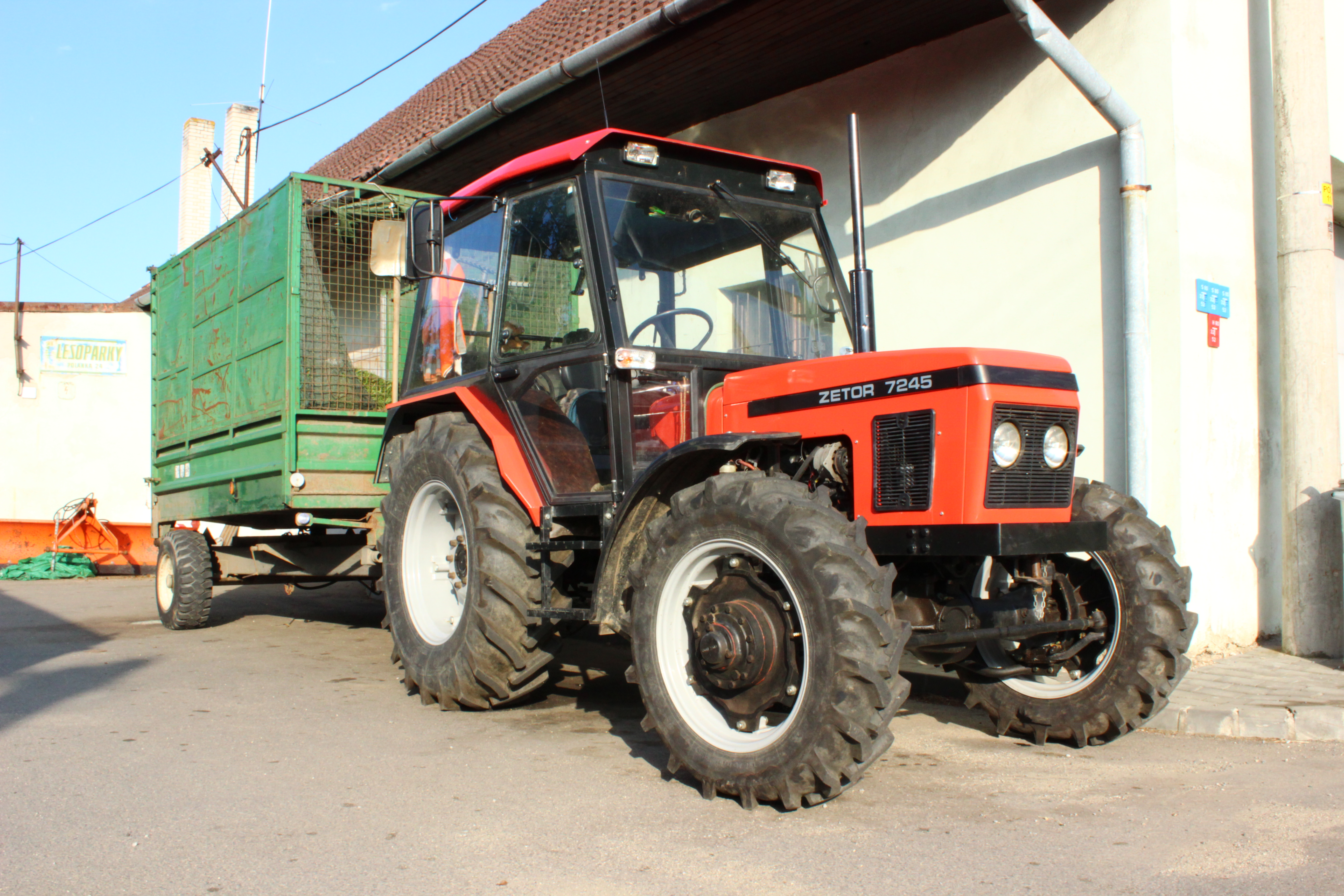
Zetor UŘ I. 7245 (1984)

Zkratka UŘ znamená Unifikovaná řada. Na první se začalo pracovat v r. 1957, a to s typy 2011, 3011 a 4011 s dvou-, tří- a čtyřválcovými motory. Na strojích těchto řad byla vysoká unifikace dílů jednotlivých strojů. Sortiment UŘ I. byl doplněn o různé modifikace jako Zetor 2023 určený pro vinice, Zetor 3045 a 4045 s přední poháněnou nápravou (typy s koncovkou --45), Z 3016 a 4016 v polopásovém provedení a 3017 pro horské oblasti. Výroba probíhala od roku 1960 do roku 1967.
První modernizace UŘ I. proběhla v l. 1968–1969 a výsledkem byly typy 2511, 3511, 4511 a 5611. V roce 1972 byla zahájena druhá modernizace UŘ I. a vznikly tak typy Z 4712, 5711, 6711. Model 4712 se měl správně jmenovat 4711, ale toto označení bylo patentované v NDR. Třetí modernizace v letech 1977–1978 přivedla typy 4911, 5911, 6911, tyto typy se vyráběly i v provedení s pohonem přední nápravy, polopásové, kloubové nebo úzké pro vinice. Čtvrtá modernizace z let 1980–1981 přinesla typy 5011, 6011, 6045, 7011, 7045. Tyto řady se od předchozích lišily hlavně novým moderním designem, interiérem kabiny a zlepšením hygienických podmínek.
V pořadí již pátá modernizace proběhla v roce 1984 a dala typy 5211, 5245, 6211, 6245, 7211 a 7245 a v roce 1986 proběhla šestá modernizace, pod kterou byly vyvinuty typy 7711, 7745 a 7745 turbo s max rychlostí 30 km/h oproti 25 km/h z předešlých řad. V roce 1990 byly tyto typy doplněny o viniční modely 5213 a 5243.

### Unifikovaná řada UŘ II.

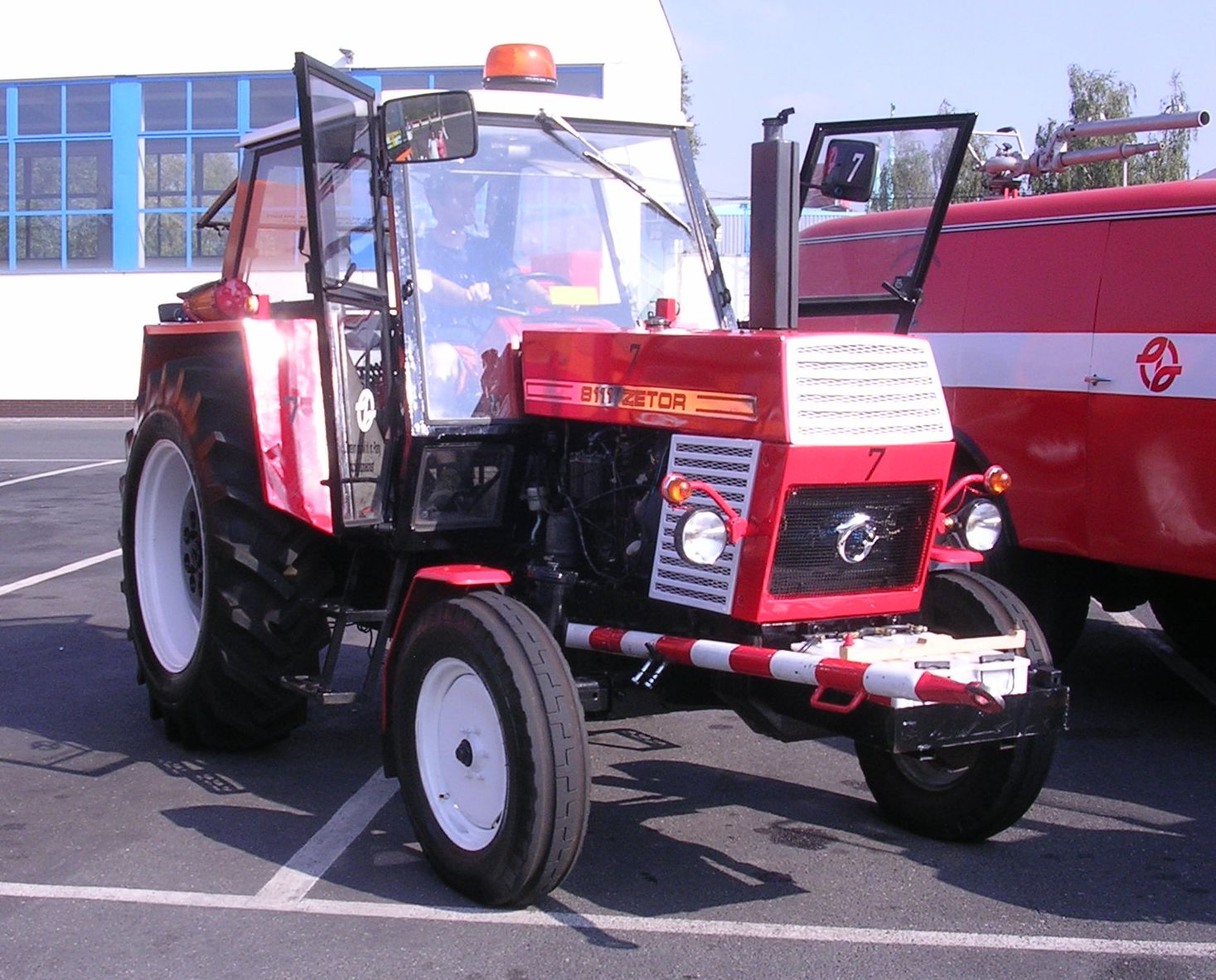
Zetor UŘ II. 8111 (1985)

Tato řada s vyššími výkony (80–160 hp) se vyráběla od roku 1968 a v 80. letech byla výroba převedena na Slovensko, kde se vyráběla pod značkou ZŤS Martin. V roce 1964 vzniklo "Československo-polské výzkumné středisko traktorů" Zetor a Ursus kde UŘ II byla postavena pod dohledem Czesława Sławskiego a Jaroslava Zezuli. Postupně byly vyráběny traktory Zetor 8011, 8045, 10011, 10045, 12011, 12045 a 16045 Crystal. Tyto typy pak byly modernizovány a označeny 8111, 8145, 10111, 10145, 12111, 12145, 16145. Na Slovensku byla v 80. letech vyráběna modernizovaná řada ZŤS 8211 – ZŤS 16245 a poté jako ZŤS 8311 – ZŤS 18345.

### Unifikovaná řada UŘ III.

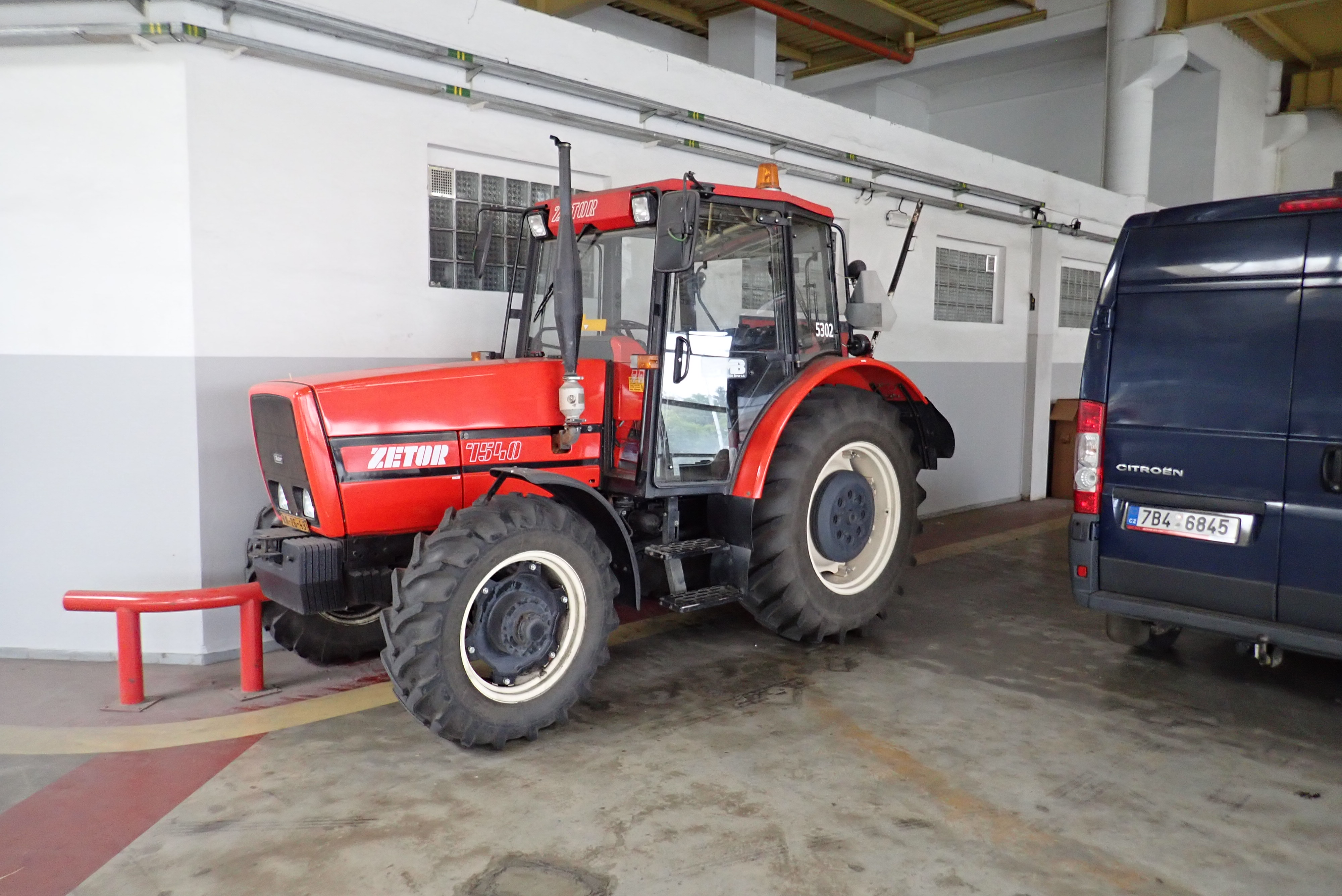
Zetor UŘ III. 7540 (1992)

Na této řadě se začalo pracovat v roce 1972, ale sériové výroby se dočkala až v roce 1992. Tu tvořily typy 7520, 7540, 8520, 8540, 9520, 9540, 10540 s výkonem 82–103 koní. V roce 1998 byla zahájena výroba modernizovaných traktorů Forterra s ozn. 8621, 8641, 9621, 9641, 10641 a 11641. Od roku 2002 byly postupně modernizovány na modely 8641, 9641, 10641 a 11441 a od roku 2006 byla do roku 2007 vyráběna Forterra 11741 se šestiválcovým motorem a od roku 2007 Forterra 11741_4C se čtyřválcovým motorem.
V roce 1992 na výrobu UŘ I. navázala řada UŘ III. těmito typy: 3320, 3340, 4320, 4340, 5320, 5340, 6320, 6340 prezentované jako Model 92 a v roce 1994 byla tato řada rozšířena ještě o model 7320 turbo a 7340 turbo.
V roce 1997 byla zahájena výroba traktorů s označením 3321 super-7341 super turbo s novými konstrukčními prvky prezentovanými jako Model 97. Vyráběly se až do roku 2004. Traktory 3320 – 7340 turbo se od roku 2001 prodávaly pod označením Major; s novou kapotou a stejnou kabinou pokračovaly jako modely 3321 Super – 7341 Super. Výroba byla ukončena roku 2006.

### Typové označení traktorů pro unifikované řady UŘ I., UŘ II.
Následující označení traktorů Zetor byla použita pouze u UŘ I. a UŘ II. První dvě nebo tři číslice označují přibližný počet koní (např. 72, 80, 121, 162 atd.). Další dvě číslice označují kód vybavení traktoru; třetí číslo: 1 – pohon pouze zadní nápravy, 2 – pásový traktor, 3 – odpružený traktor, 4 – pohon obou náprav. Čtvrté číslo: 1 – univerzální traktor, 2 – kultivační traktor, 3 – úzkorozchodný traktor, 4 – traktor pro rýžová pole, 5 – traktor s pohonem přední nápravy, 6 – polopásový traktor, 7 – traktor pro podhorské oblasti (toto označení se nepoužívalo od 4. modernizace UŘ I., desítková řada: používalo se označení Z-xx45H, HoralSystem), 8 – traktor s bezpečnostní kabinou (od 3. modernizace UŘ I., devítková řada se toto označení nepoužívalo). Označení se ale zjednodušilo: koncovka -11 znamenala pohon zadní nápravy, koncovka -45 pohon obou náprav. Zetor 7711 má tedy 77 koní, pohon zadní nápravy, Zetor 6245 má 62 koní, pohon obou náprav.

### Typové označení pro UŘ III.
Koncovka -20 pohon zadní nápravy, koncovka -40 pohon obou náprav. Zbytek označení je stejný jako u UŘ I. a UŘ II.

### Jednotná lehká řada traktorů JRL
Výroba řady JRL (Jednotná Řada – Lehká) byla zahájena v roce 2004 modelem Proxima s číselným označením 6421, 6441, 7421, 7441, 8441-61-82HP a pro rok 2007 byla připravena inovace Proxima Plus s typy 8541, 9541, 10541 – 82–101Hp. Hortus byl stejně jako Utilix představen v roce 2018. Jedná se o kompaktní univerzální traktor pro práci na malých farmách, v komunálních službách, parcích, zahradách, sportovištích a pro mnoho dalších účelů. Motor Deutz s výkonem 68 koní se vstřikovacím systémem CommonRail vyniká kultivovaným chodem, nízkou spotřebou paliva a spolehlivostí. Splňuje emisní normu Stage IIIB. Pohodlná kabina je prostorná s ergonomicky uspořádanými pákami, ovladači a joystickem pro čelní nakladač. Traktor je standardně vybaven účinnou klimatizací.

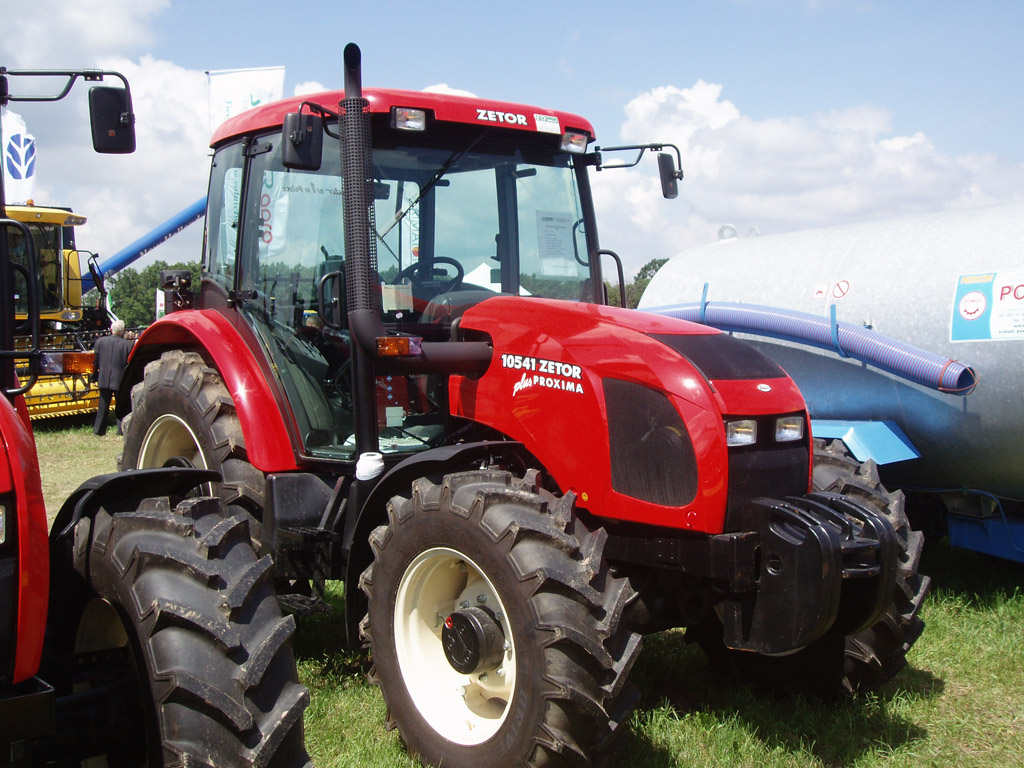
Zetor Proxima
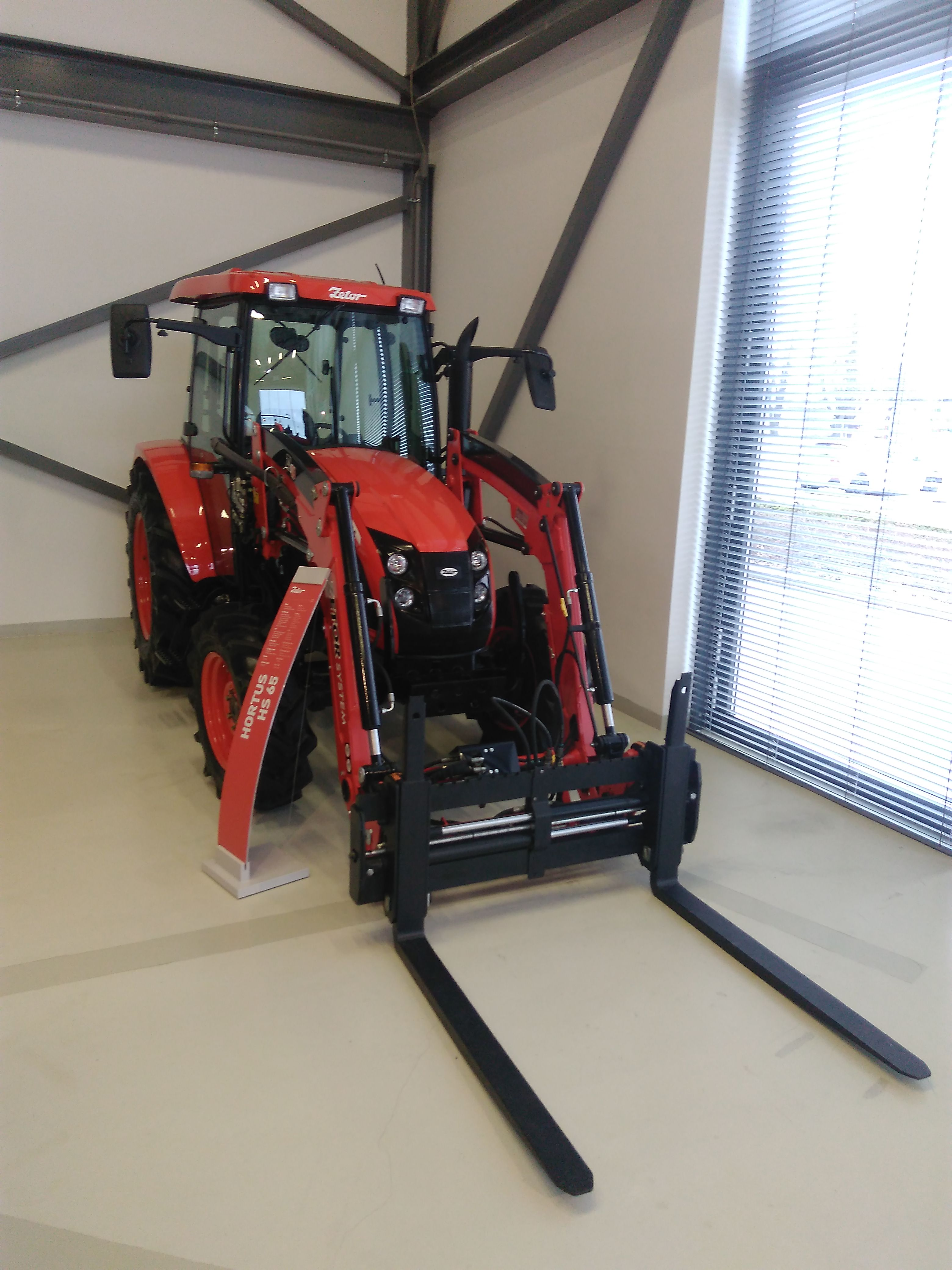
Zetor Hortus

## Současné modely
ZETOR vyrábí 7 modelových řad traktorů: PRIMO, COMPAX, UTILIX, MAJOR, PROXIMA, FORTERRA a CRYSTAL.

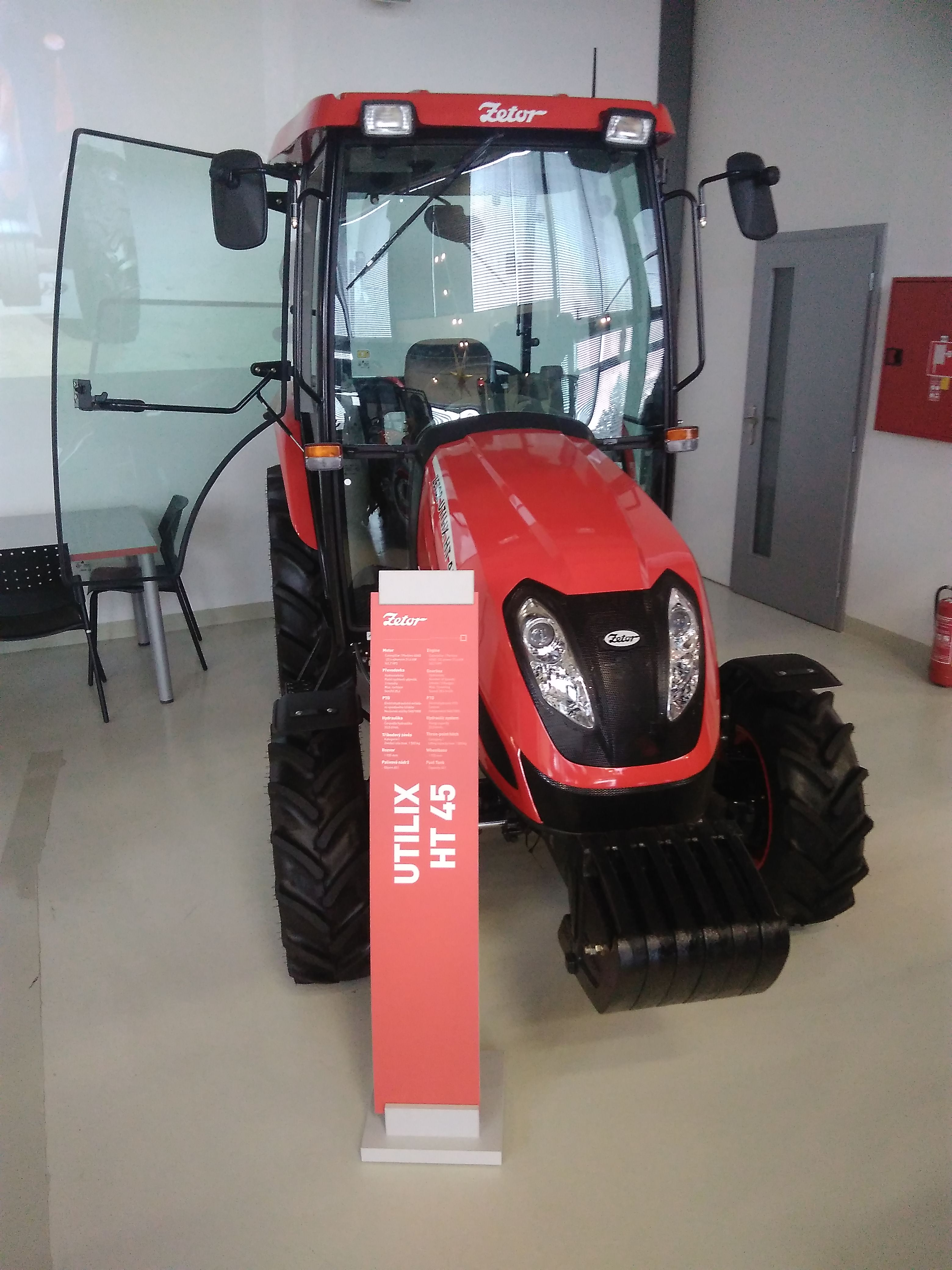
Zetor Utilix

### PRIMO
Tato kompaktní traktorová sekačka byla představená v září 2020. Nabízí perfektní manévrovatelnost, stabilitu a efektivitu při maximálním pracovním zatížení. Tříválcový motor Yanmar o výkonu 19 koňských sil a splňuje emisní normu Stage V. ZETOR PRIMO je osazen robustní hydrostatickou převodovkou se dvěma jízdními rozsahy. Má pohon všech kol a pro snadnější ovládání je vybaven posilovačem řízení.

### COMPAX
Je kompaktní, snadno ovladatelný a všestranný traktor v provedení cabrio nebo ve verzi s kabinou. Byl představen v září 2020. Tříválcový motor Yanmar má výkon 25–37 koní a splňuje emisní normu Stage V. ZETOR COMPAX je vhodný pro malé farmy a využití najde také při údržbě obcí, firemních areálů, sportovišť a v zahradnictví.

### UTILIX
Tento víceúčelový traktor vhodný zejména pro práci v komunálních službách, v zahradnictví, na malých farmách a pro mnoho dalších účelů byl představen v roce 2018. Traktor se vyznačuje excelentní obratností s malým poloměrem otáčení. Motor Yanmar má výkon 46–55 koní. Jedná se o čtyřválec, který stejně jako předchozí modely splňuje nejpřísnější emisní normu Stage V.

### MAJOR

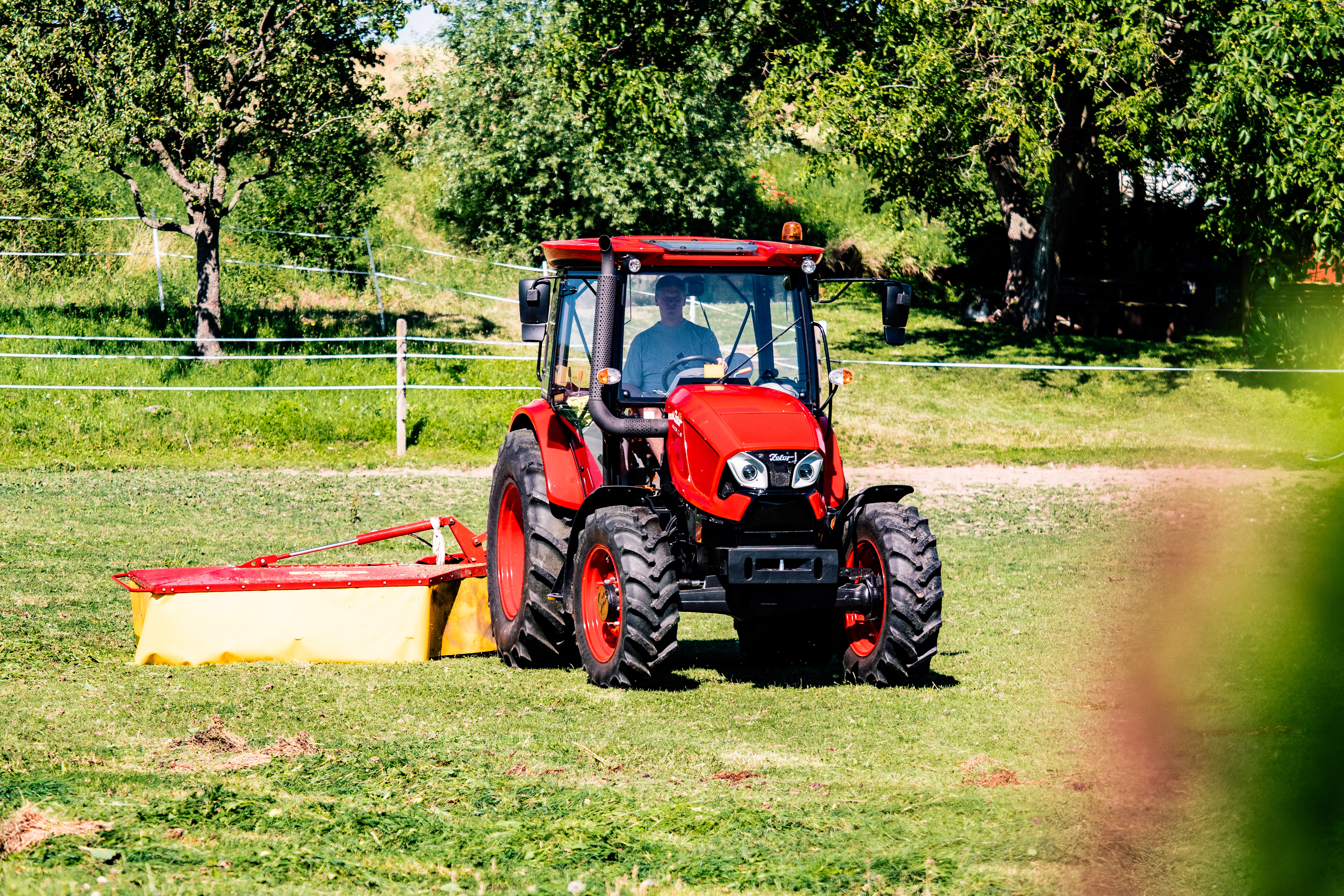
Zetor Major

Řada ZETOR MAJOR byla uvedena na trh na začátku roku 2013. Jméno navazuje na úspěch jednoduchého avšak spolehlivého traktoru stejného jména, který se vyráběl do konce 90. let.  Jedná se o univerzální zemědělský traktor, spolehlivý, výkonný a na údržbu nenáročný. Je navržen k agregaci se zemědělskými stroji i pro přepravu. MAJOR je určen pro menší a rodinné farmy či práci v komunálních službách nebo pro menší lesní podniky .Pohonnou jednotkou traktorů MAJOR je čtyřválcový motor s výkonem 75 koní splňující emisní normu Stage V. Motor je osvědčen i v náročném provozu, vyniká nízkou spotřebou paliva, vysokou spolehlivostí a jednoduchou konstrukcí. Od roku 2018 se traktor vyrábí v novém faceliftu designu ZETOR na kterém se podílela společnost Pininfarina.

### PROXIMA

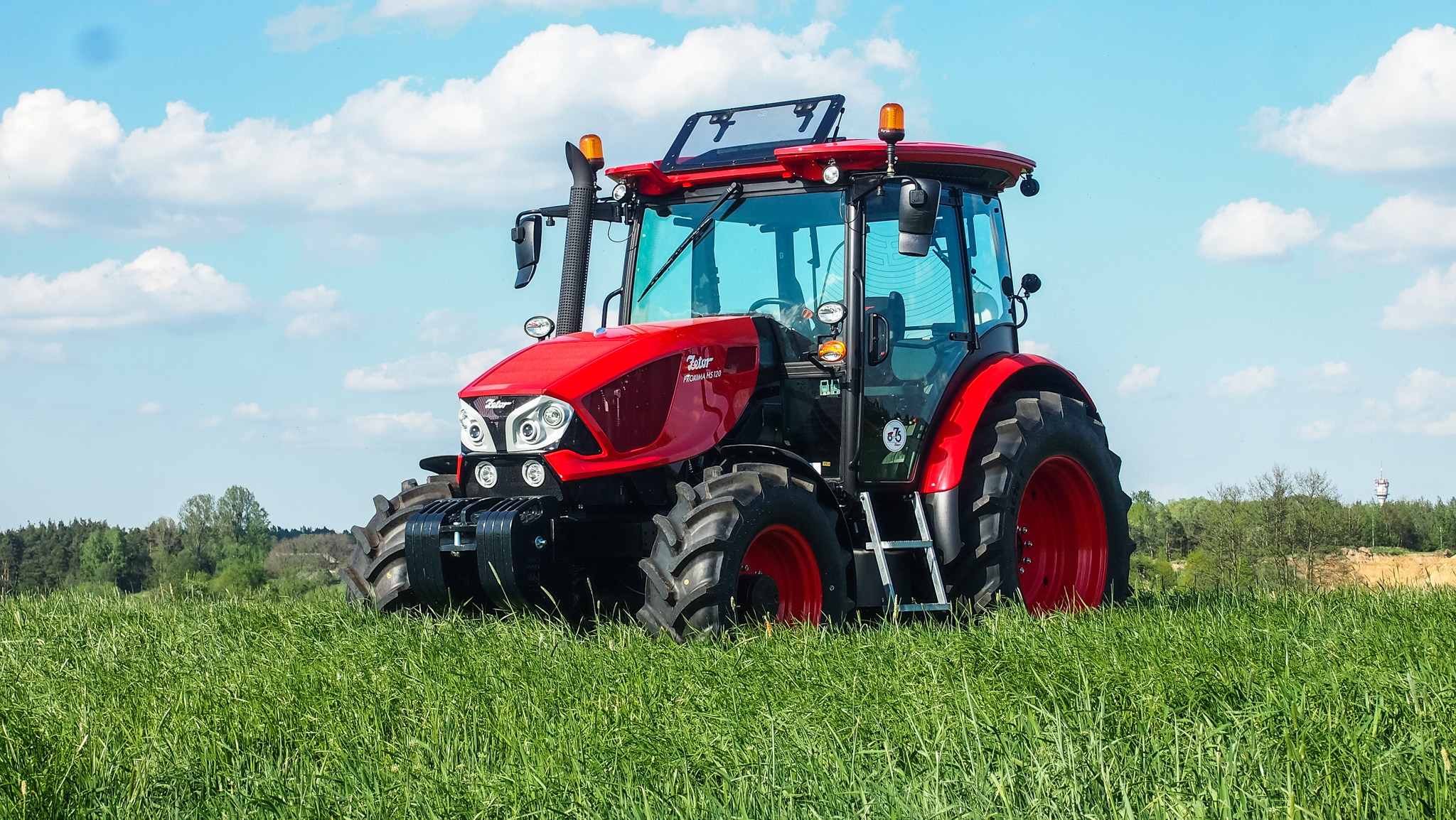
Zetor Proxima

Řada PROXIMA přišla na trh v roce 2004. Jedná se o univerzální, spolehlivé a robustní zemědělské traktory. Čtyřválcové motory mají nízkou spotřebu paliva a jednoduchou konstrukcí s minimem elektroniky. Traktory řady PROXIMA se používají k agregaci se zemědělskými stroji, průmyslovými adaptéry či pro zemědělskou přepravu. Tyto nejoblíbenější modely značky nalézají užití v zemědělství, lesnictví i v komunálních službách. Zetor vyrábí tři typy (Proxima CL, Proxima GP a Proxima HS), které pokrývají výkonové rozpětí 80 až 120 koní. Traktory mají velký výběr převodovek. Model CL jako jediný nabízí plazivé rychlosti v provedení 20/4 s nejnižší pojezdovou rychlostí 0,2 km/h. Nejvýkonnější Proxima HS je vybavena 4stupňovou převodovkou s třístupňovým násobičem kroutícího momentu (PowerShift), hydraulickým reverzorem (PowerShuttle) a tlačítkem spojky na řadicí páce (PowerClutch). V roce 2019 byl ZETOR PROXIMA představen v faceliftu ZETOR na kterém se podílela společnost Pininfarina.

### FORTERRA

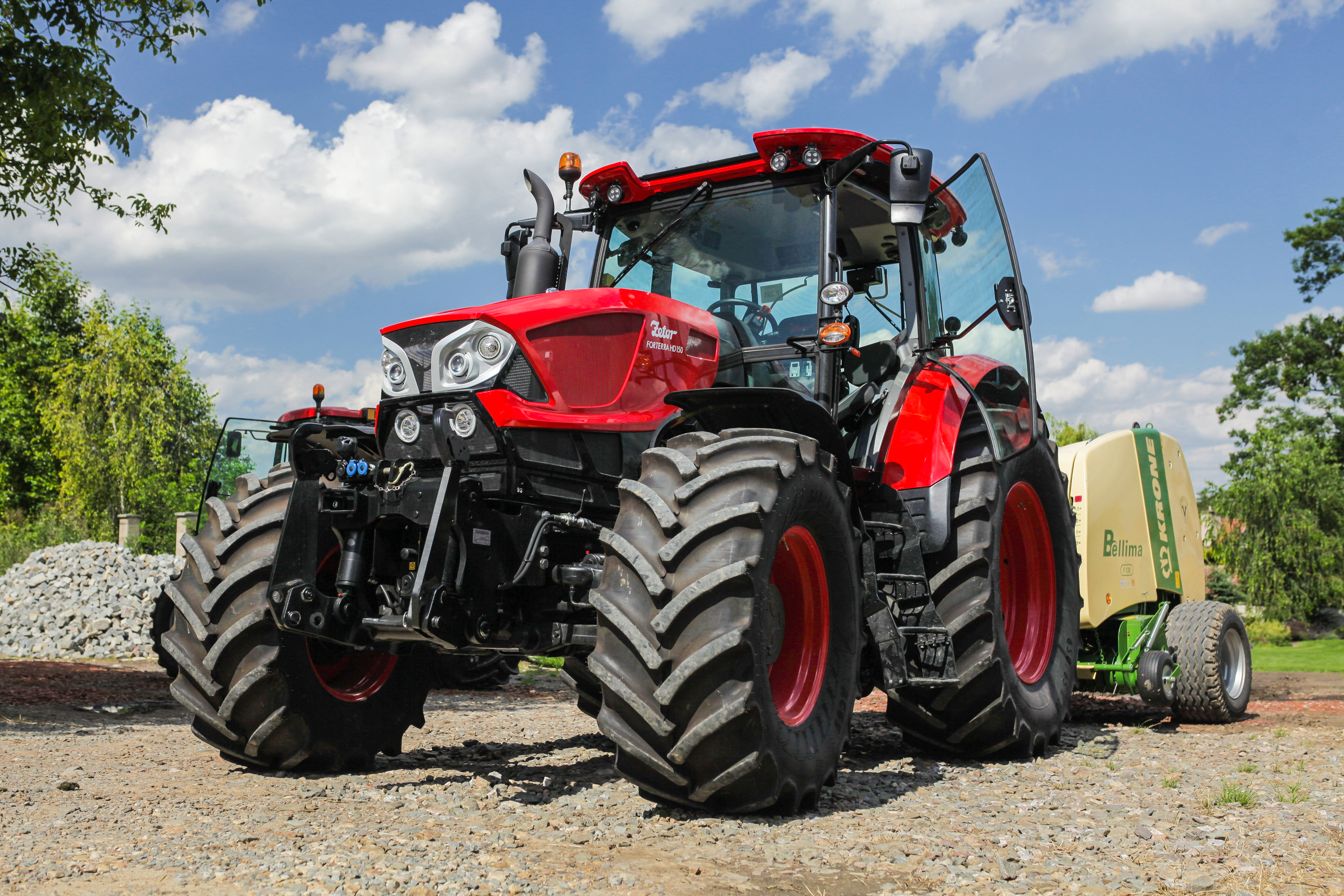
Zetor Forterra

První série řady FORTERRA sjela z brněnské výrobní linky v roce 1998. Od té doby prošla řadou změn a aktuálně se vyrábí ve třech typech – CL, HSX a HD. Traktory ZETOR FORTERRA vynikají svojí robustností a silou. Jedná se o univerzální pomocníky do zemědělství, lesnictví, údržby komunikací, práci s čelním nakladačem či do dopravy. Jsou vybavené motory ZETOR, které jsou optimalizovány pro poskytování maximálního výkonu za rozličných zátěžových podmínek. Motory nabízí výkon od 100 do 150 koní a splňují nejpřísnější emisní normu Stage V. FORTERRA CL je vybavena 4-stupňovou plně synchronizovanou převodovkou 24/18, doplněnou dvěma rychlostními rozsahy a třístupňovým automatickým násobičem. FORTERRA HSX a HD je vybavena 5-stupňovou 40 ECO převodovkou 30/30 se dvěma rozsahy jízdy a třístupňovým automatickým násobičem a hydraulickým reverzorem PowerShuttle. Nová převodovka 40 ECO umožňuje dosažení maximální rychlosti 40 km/h při nižších otáčkách (1800 ot./min). Tato optimalizace vede k úspoře paliva až o 18 % a současně snižuje hluk a opotřebení motoru. Efektivita hydrauliky je založena na funkci HitchTronic – automatické regulaci zadního tříbodového závěsu. V roce 2020 byl traktor představen ve faceliftové verzi od společnosti Pininfarina.

### CRYSTAL

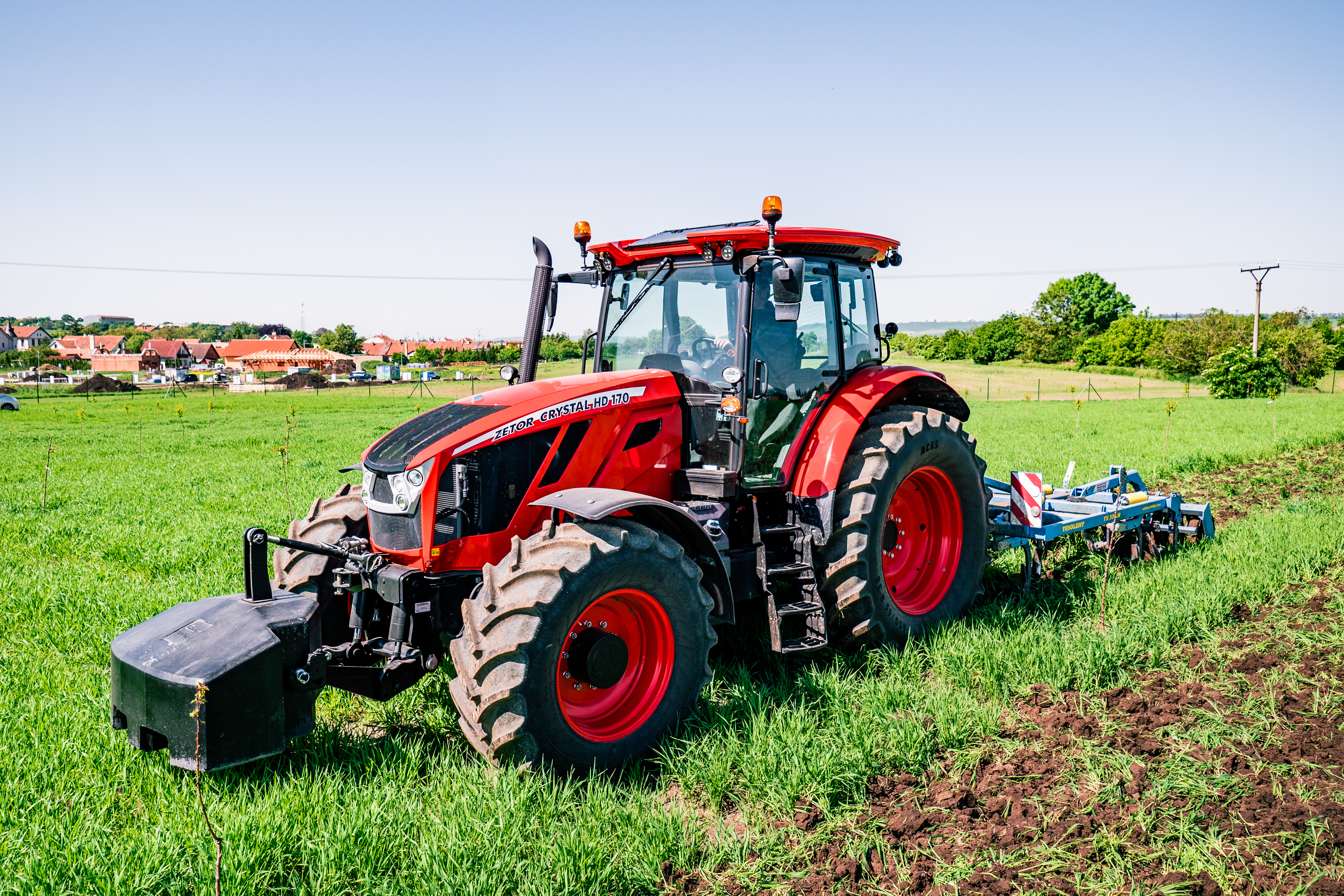
Zetor Crystal

ZETOR CRYSTAL představuje nejvýkonnější a nejlépe vybavený traktor v portfoliu značky. Názvem se odkazuje na stroje (UŘ II. Crystal), které ZETOR vyráběl od roku 1969 a do začátku osmdesátých let jich bylo prodáno více než 45 tisíc. Nový CRYSTAL je vybaven šestiválcovým motorem s výkonem až 171 koní. Motory splňující emisní normu Stage V jsou vybaveny 24 ventily a vstřikováním Common Rail. Nová generace CRYSTAL je vybavena úspornou ECO 40 převodovkou, která disponuje 30 rychlostmi vpřed a 30 rychlostmi vzad. Obsluhu traktoru zjednodušuje třístupňový násobič kroutícího momentu (PowerShift), hydraulický reverzor (PowerShuttle) a tlačítko spojky na řadicí páce (PowerClutch). Pro pohodlí obsluhy má modernizovaný CRYSTAL odpruženou kabinu, která spolu s odpruženou nápravou poskytuje komfortní pocit z jízdy. Mezi další inovace patří nová technologie plastů a zcela nový systém klimatizace a vytápění. V neposlední řadě uživatelé ocení lepší výhled na nakladač díky nové střeše a střešnímu oknu. V roce 2020 byl i CRYSTAL představen ve faceliftu od Pininfarina.

## Prototypy

### ZETOR Maxterra
V roce 2009 na veletrhu Agritechnica v německém Hannoveru představil ZETOR prototyp šestiválcového traktoru o výkonu 130 až 170 koní. Traktory Maxterra s motorem ZETOR a transmisí německé firmy ZF byly vyvíjeny v letech 2006–2009 a vyrobeny byly jen čtyři prototypy. Vlivem hospodářských událostí (v letech 2009 a 2010 vypukla hospodářská krize) nebyly uvedeny na trh. Vývoj ve společnosti však neustrnul, šestiválcový traktor s motorem DEUTZ s výkony 150 až 160 koní společnost představila v roce 2015 pod označením CRYSTAL.

### ZETOR Pininfarina

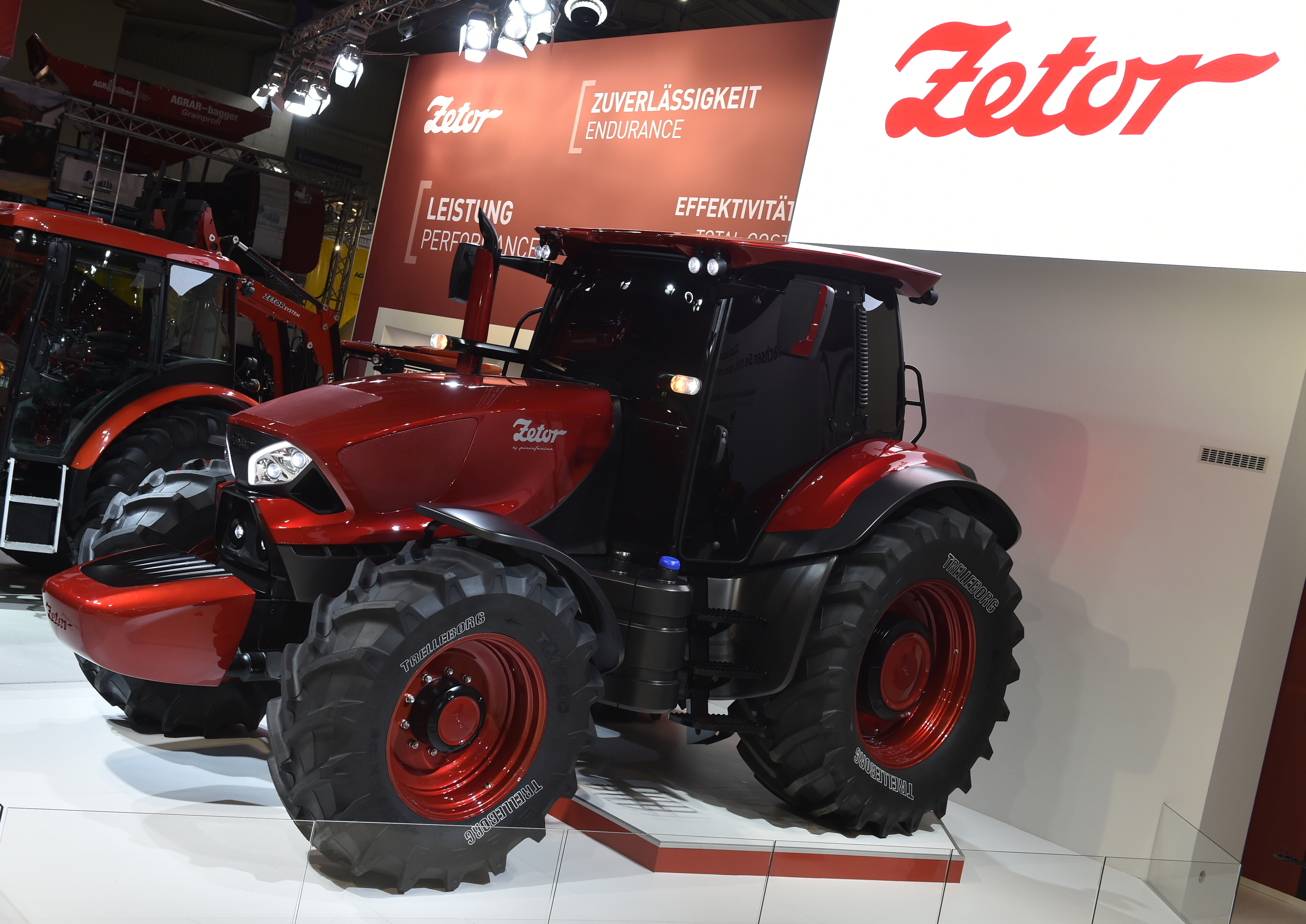
ZETOR by Pininfarina na veletrhu v Hannoveru v roce 2015

V roce 2015 ZETOR představil na veletrhu Agritechnica v Hannoveru designový koncept ZETOR od firmy Pininfarina. Nový facelift ZETORU od Pininfarina má modernizovaný vzhled, který má vyvolat dojem kombinující sílu a dynamiku při zachovaní užitečnosti i praktičnosti pracovního stroje. Nový designový směr traktorů ZETOR se setkal s celosvětovým ohlasem a zájmem odborné i laické veřejnosti. Britská BBC o designovém konceptu italského studia Pininfarina, které dodává návrhy např. pro Ferrari, psala jako o nejvíce sexy traktoru na světě.
Nový designový koncept byl do roku 2020 postupně aplikován na všechny modelové řady traktorů o výkonu 80–170 koní. Po skončení hannoverského veletrhu byla designová studie ZETOR by Pininfarina přesunuta do brněnské ZETOR GALLERY, kde je stále k vidění a je se součástí vybraných výstav.

Zetor Gerlach 4x4

### Gerlach
V roce 2014 byla založena firma Zetor Engineering, s.r.o. se zaměřením na vojenský průmysl. ZETOR TRACTORS je její sesterskou společností.  Hlavní činností a posláním společnosti Zetor Engineering je návrh a vývoj vozidel pro obranný průmysl. Mezi její hlavní projekty patří Gerlach, Fox a Wolfdog. Na brněnském veletrhu IDET v květnu 2019 poprvé představila veřejnosti lehké obrněné vozidlo Zetor Gerlach.
Nový koncept obrněného taktického vozidla Zetor Gerlach reflektuje nové bojové a bezpečnostní faktory získané z aktuálních zkušeností z bojových nasazení 21. století.

## Ostatní služby

### Motory a komponenty
ZETOR vyrábí[zdroj?] a prodává také samostatné motory a traktorové komponenty. Čtyřválcové motory ZETOR splňují předepsané emisní normy, včetně aktuálně nejpřísnější STAGE V. Všem zákazníkům nabízí i servis a prodej náhradních dílů, které dodává po celém světě. Zetor má aktuálně v nabídce přes 22 000 originálních dílů pro všechny typy traktorů ZETOR od UŘ I, II a III až po současné stroje. Servisní podporu tak mají i přes 40 let staré stroje. ZETOR vyrábí také originální oleje vlastní značky.

### Čelní nakladače
ZETOR TRACTORS a.s. ve spolupráci s ÅLÖ AB uvádí na trh čelní nakladače s označením ZETOR SYSTEM. Jedná se o kompatibilní a robustní čelní nakladače. 

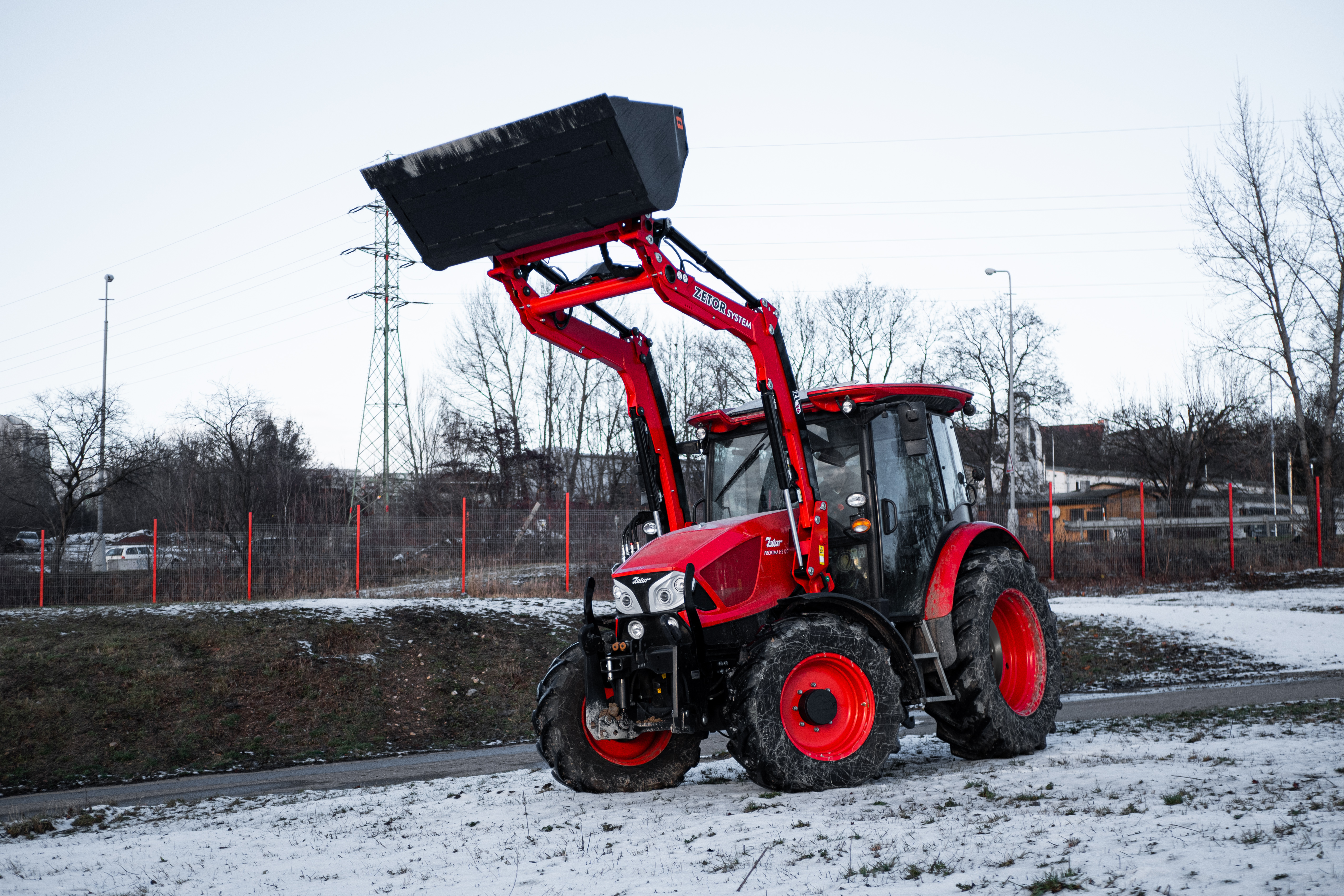
ZETOR PROXIMA HS 120 s čelním nakladačem ZETOR SYSTEM ZL

Na výběr jsou 3 třídy – kompaktní řada ZC, základní řada ZL (hobby) a nebo nejvyšší řada ZQ, která nabízí možnost vybavení nejmodernějším příslušenstvím i pro velmi náročné uživatele.
- ŘADA ZC – je určena pro kompaktní traktory. Nabízí bezkonkurenční zvedací sílu, vysokou funkčnost a množství chytrých detailů. Konstrukční řešení řady ZC garantuje tu nejvyšší možnou produktivitu během celého pracovního dne.[25]
- ŘADA ZL – je základní hobby řada nakladačů ZETOR SYSTEM. Moderní design výložníku se hodí k současným moderním traktorům. Nakladače ZL umožňují perfektní výhled dopředu i do stran, a to díky jedinečnému konstrukčnímu řešení s nízko posazeným výložníkem. Tvarové prolisy zajišťují vynikající torzní tuhost a pevnost. Kompaktní ukazatel polohy nevyčnívá ven, tím eliminuje riziko poškození. Lze ho lehce namontovat a nastavit na tři různé polohy pro různé typy nářadí, čímž zajišťuje přesný úhel náklonu nářadí k rovině podložky.[25]
- ŘADA ZQ – je určena pro velmi náročné uživatele. Inovativní řada profesionálních čelních nakladačů ZQ poskytuje uživatelům kromě prodloužené životnosti také lepší viditelnost z kabiny, větší výšku zdvihu, vyšší tuhost ramen, širší výběr příslušenství – např. přídavné světlomety nebo inteligentní displej zobrazující hmotnost nákladu, polohu výložníku i nářadí. Nakladače z řady ZQ jsou navrženy tak, aby poskytovaly nejvyšší produktivitu a uživatelské benefity po dlouhou dobu.[25]

## ZETOR Gallery

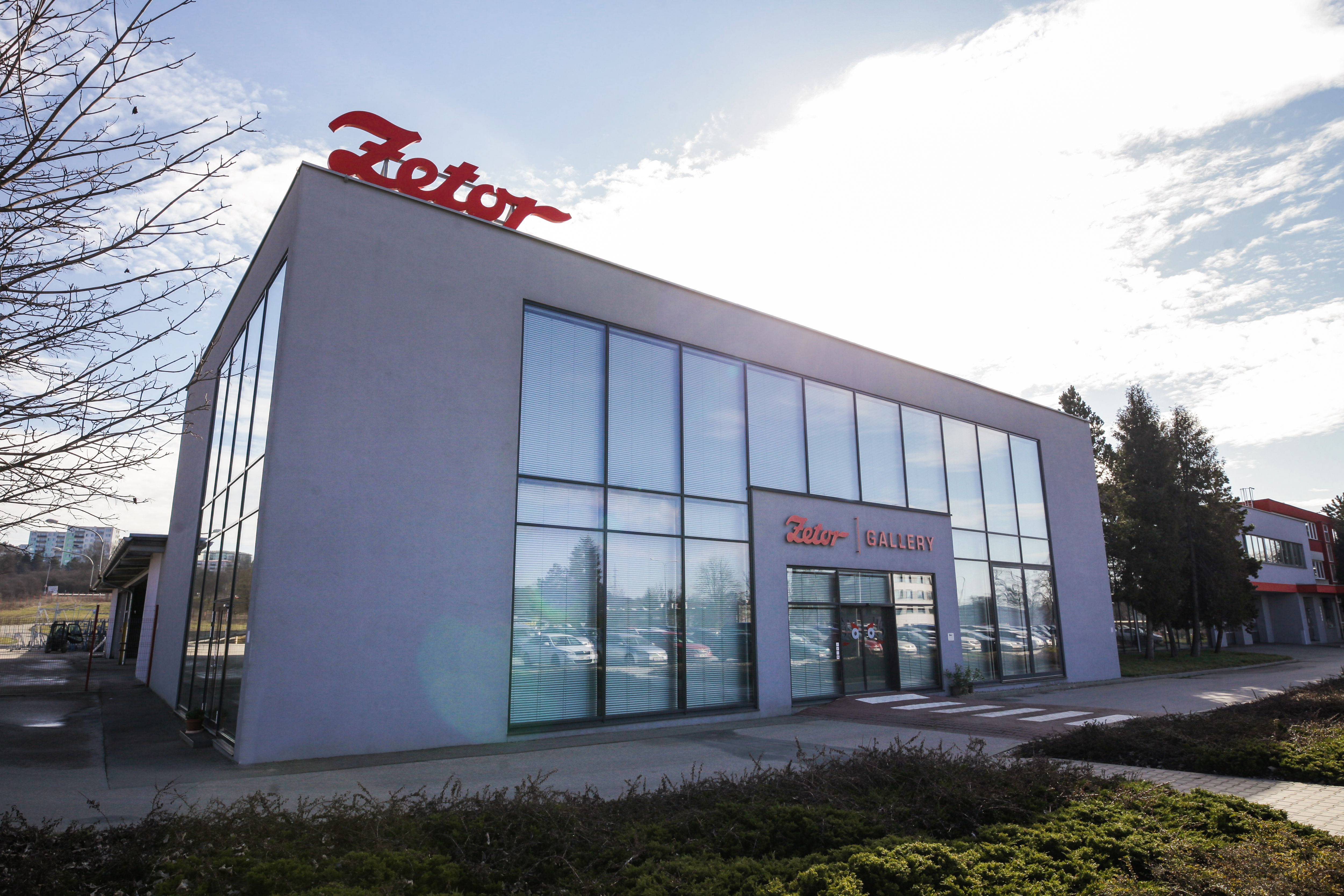
ZETOR Gallery

ZETOR 13. června 2013 slavnostně otevřel v Brně své muzeum pod názvem ZETOR Gallery. Muzeum se nachází v Brně-Líšni přímo před areálem podniku ZETOR TRACTORS a. s.
Muzeum nabízí k prohlédnutí expozici historických traktorů od legendárního Zetor 25 až po traktory nedávné minulosti. Do všech historických traktorů si je možné sedat, šplhat na ně nebo otevírat kapoty.
V showroomu ZETOR GALLERY jsou představeny nejnovější modely značky ZETOR včetně nejsilnějšího modelu CRYSTAL či prototypu designových traktorů ZETOR by Pininfarina. Přehlídka nejmodernější techniky je přiblížena atraktivní formou, kdy kromě samotných traktorů je možno využít také řadu audiovizuálních prvků, multidotykových displejů nebo simulátor čelního nakladače. V muzeu se pravidelně konají různé dočasné výstavy.

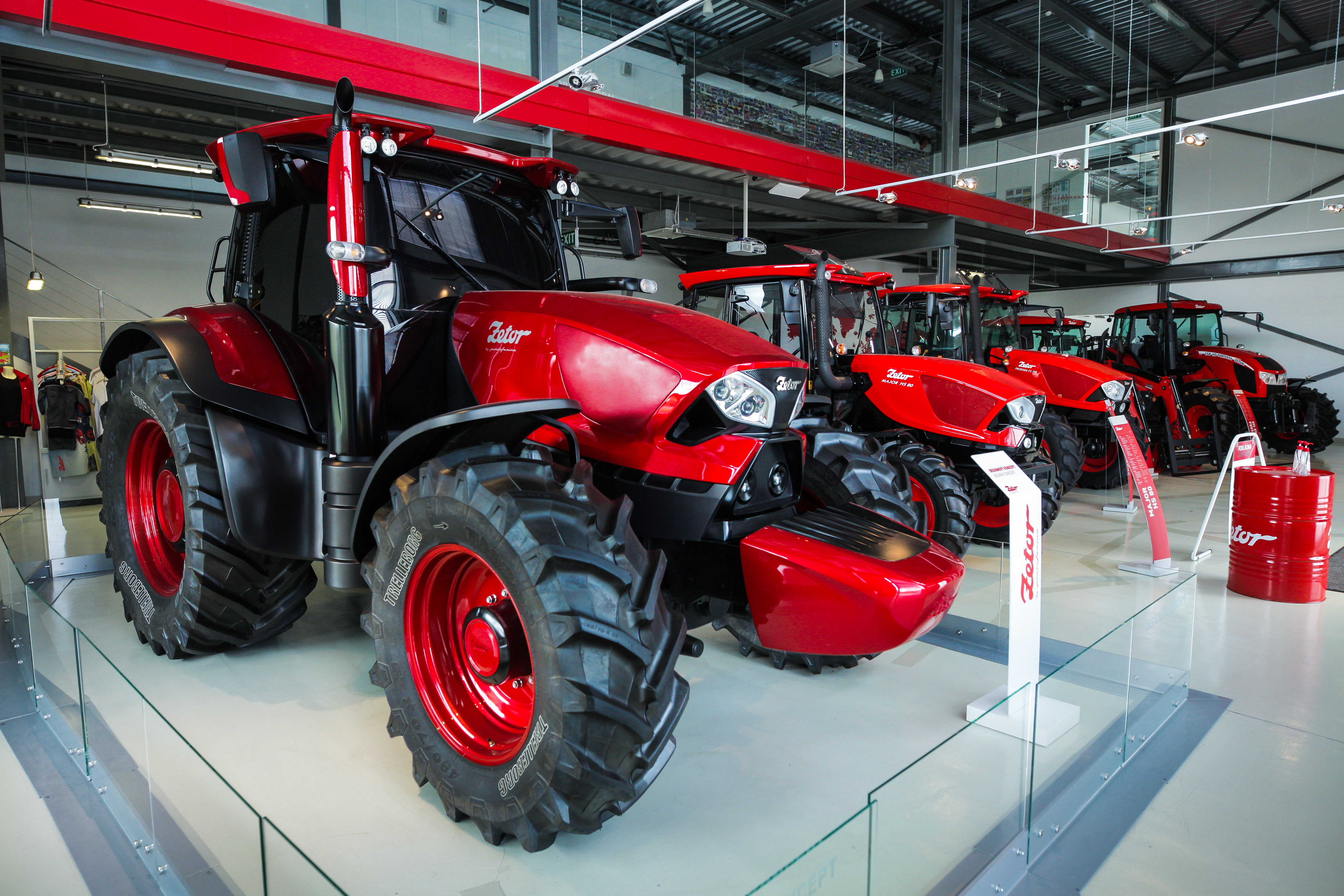
ZETOR Gallery - traktory
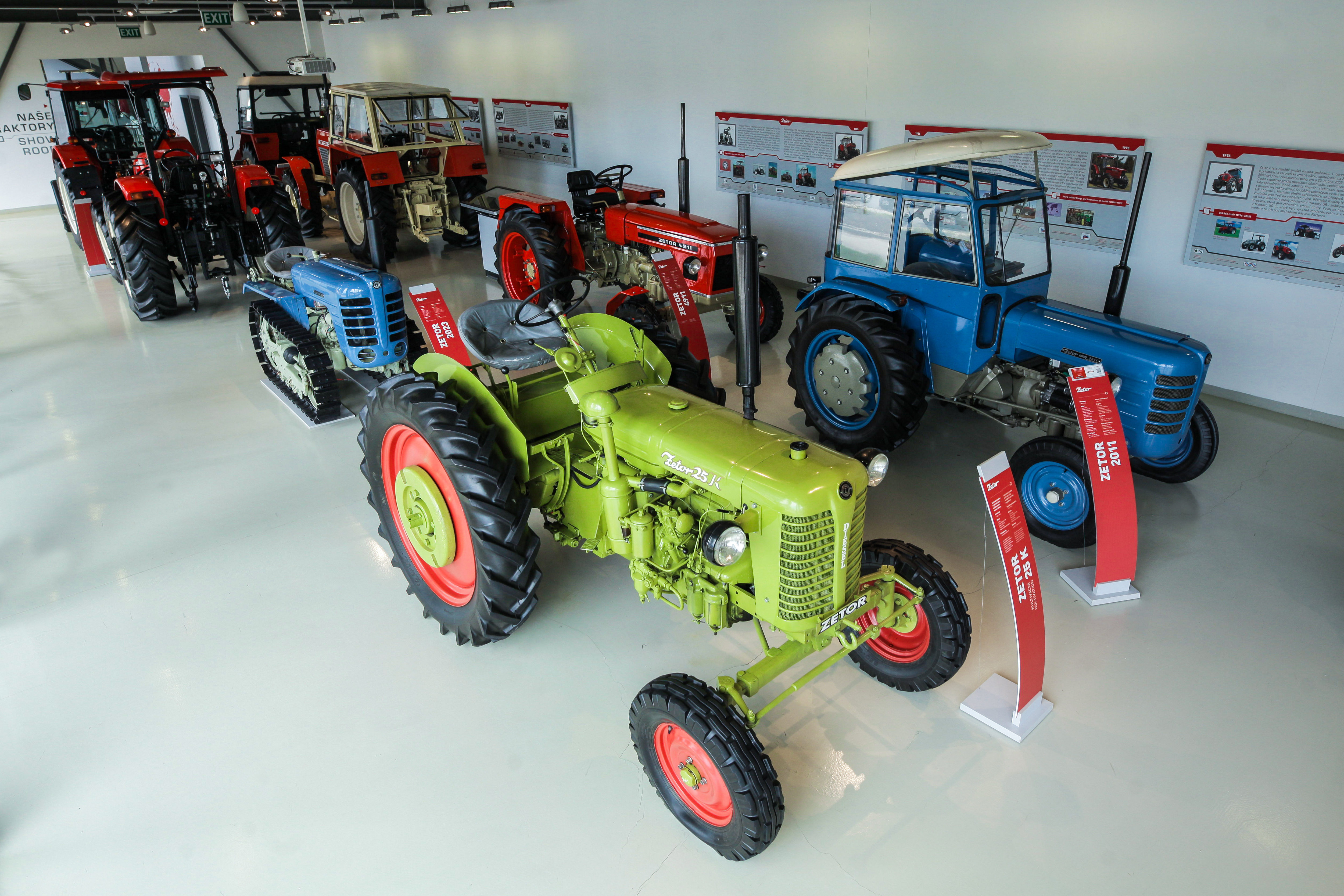
ZETOR Gallery - historické traktory